# Библиотека Хоутона
Библиотека Хоутона, расположенная на южной стороне Гарвардского двора, рядом с библиотекой Уайднера, является основным хранилищем редких книг и рукописей Гарвардского университета, а также частью библиотеки Гарвардского колледжа и библиотечной системы факультета искусств и наук Гарварда.

## История

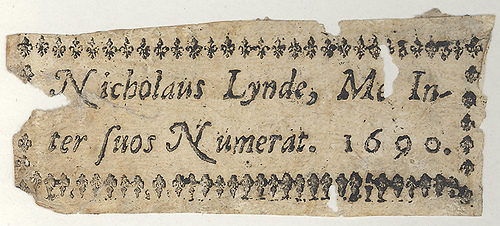

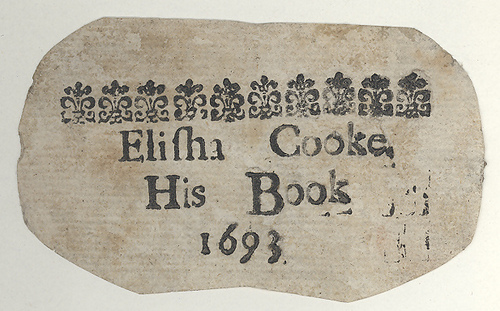
Экслибрисы из коллекции Houghton

Первая библиотека специальных фондов Гарварда была открыта в 1908 году, как Сокровищница Гор Холла. Комната сокровищ переехала в недавно построенную библиотеку Widener в 1915 году.
В 1938 году библиотекарь Гарвардского колледжа Киз ДеВитт Меткалф, стремясь предоставить наиболее ценным фондам Гарварда больше места и улучшить условия хранения, внёс ряд предложений, которые в конечном итоге привели к созданию библиотеки Хоутона, а также библиотеки Ламонта и Депозитной библиотеки Новой Англии.
Финансирование Хоутона было получено в частном порядке, при этом большая часть поступила от Артура А. Хоутона-младшего в виде акций Corning Glass Works.
Строительство библиотеки Хоутона было завершено осенью 1941 года, а само открытие состоялось 28 февраля 1942 года.
Кроме того, Хоутон хранит коллекции бумаг Сэмюэля Джонсона, Эмили Дикинсон, Генри Лонгфелло, Маргарет Фуллер, Джона Китса, Ральфа Уолдо Эмерсона и его семьи, Амоса Бронсона Олкотта и его дочери Луизы Мэй Олкотт, а также бумаги других известных трансценденталистов: Теодора Рузвельта, Томаса Стернз Элиота, Эдварда Эстлин Каммингса, Генри Джеймса, Уильяма Джеймса, Джеймса Джойса, Джона Апдайка, Джамайки Кинкейд, Гора Видала и многих других.
Хоутон также хранит письма полковника Роберта Гулд Шоу, который командовал 54-м Массачусетским пехотным добровольческим полком во время Гражданской войны и был убит во время штурма форта Вагнер.

## Фонды

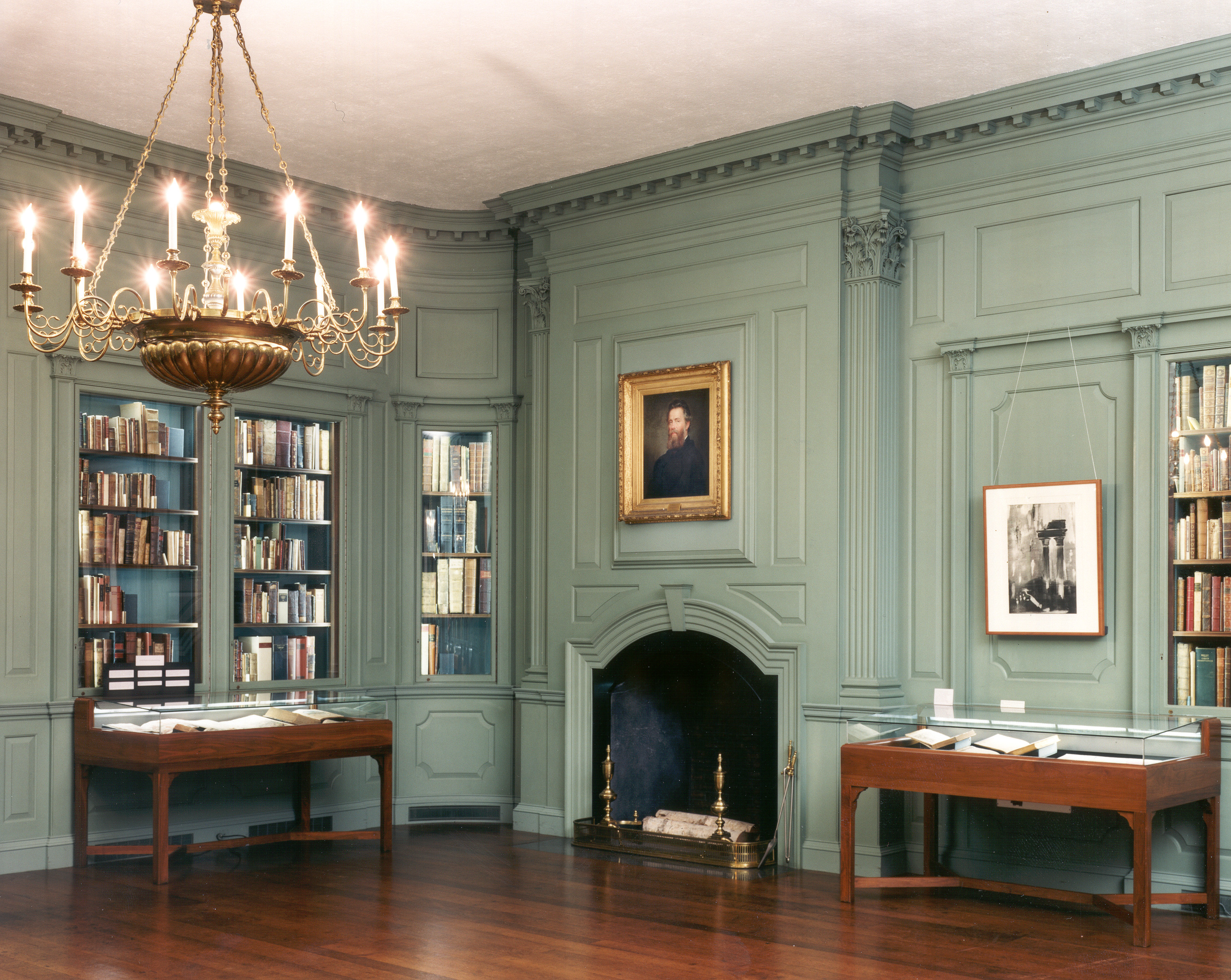
Комната Эдисона и Ньюмана в Хоутоне

Хоутон имеет пять основных отделов:
- Ранние книги и рукописи, где расположена большая коллекция рукописей Средневековья и эпохи Возрождения, а также более 2500 инкунабул.
- Ранние современные книги и рукописи, где одним из крупнейших собраний является коллекция доктора Сэмюэля Джонсона с участием Дональда и Мэри Хайд.
- Современные книги и рукописи, хранящие материалы с 1800 года — настоящее время, а также бумаги и библиотеки Эмили Дикинсон, Джона Китса, Льва Троцкого, Гора Видаля, Джона Апдайка, Эми Лоуэлл и коллекционера Хулио Марио Санто-Доминго-младшего.
- Современные книги и рукописи Блог о новых поступлениях.
- Типография и графика, документирующая историю и искусство производства книг.
- Коллекция Гарвардского театра, охватывающая историю исполнительского искусства.